# Adam Pally
Adam Pally Saul (18 de março de 1982) é um ator, comediante e escritor  americano, mais conhecido por estrelar como "Max Blum" na série de comédia Happy Endings e como o Dr. Peter Prentice em The Mindy Project.

## Carreira
Pally já apareceu em filmes como Homem de Ferro 3, Taking Woodstock, Solitary Man, Assassination of a High School President, A Lista de tarefas e ACOD e alunos lentos. Ele fez aparições na Last Week Tonight with John Oliver "Californication" e The Colbert Report. Ele tem escrito e apareceu no Adult Swim e "NTSF: SD: SUV ".Pally é freqüente colaborador de Gil Ozeri está atualmente escrevendo um script que está sendo produzido por Will Ferrell e Adam McKay e pela empresa "Gary Sanchez Productions".
De abril de 2011 a maio de 2013, Pally estrelou como "Max Blum", um dos personagens principais na série de comédia da ABC Happy Endings ("Finais Felizes"), ao lado de Elisha Cuthbert, Eliza Coupe, Zachary Knighton, Damon Wayans Junior e Casey Wilson. Em 2013, Pally foi nomeado para "Melhor Ator Coadjuvante em Série de Comédia" no Critics' Choice Television Award na terceira temporada de Happy Endings. Após o cancelamento de Happy Endings, Pally juntou ao elenco de The Mindy Project como uma série regular para a segunda e terceira temporada, desempenhando o papel de Dr. Peter Prentice. Ele deixou a série no meio da terceira temporada, tornando suas aparições finais como uma série regular em 2015.

## Vida pessoal
Pally vive em Los Angeles. Ele se casou com Daniella Anne Pally em 3 de julho de 2008; o casal tem dois filhos, um filho e uma filha.

## Filmografia

### Cinema
| Ano  | Título                                    | Personagem       | Obs.           |
| ---- | ----------------------------------------- | ---------------- | -------------- |
| 2008 | Assassination of a High School President  | Freddy Bismark   |                |
| 2009 | Taking Woodstock                          | Artie Kornfeld   |                |
| 2009 | Solitary Man                              | Estudante irado  |                |
| 2010 | Monogamy                                  | Allen            |                |
| 2012 | 3,2,1... Frankie Go Boom                  | Brian            |                |
| 2012 | Polling Exit primário                     | Eleitor          | Curta metragem |
| 2013 | A.C.O.D.                                  | Mark             |                |
| 2013 | Homem de Ferro 3                          | Gary (Cameraman) |                |
| 2013 | The To Do List                            | Chip             |                |
| 2014 | Life After Beth                           | Diner Sommelier  |                |
| 2014 | Search Party                              | Evan             |                |
| 2015 | Bad Night                                 | Painter          |                |
| 2015 | Aprendizes lentos                         | Jeff Lowrey      |                |
| 2015 | Cojuras noturnas                          | Kevin            |                |
| 2016 | Dirty Grandpa                             | Entalhe          |                |
| 2016 | High School: os piores anos da minha vida |                  |                |
| 2018 | Dog Days                                  | Dax              |                |
| 2019 | The Mandalorian                           | Stormtrooper     |                |

### Websérie
| Ano  | Título                     | Papel               |
| ---- | -------------------------- | ------------------- |
| 2011 | The Fuzz                   | Officer Chip Nelson |
| 2012 | Happy Endings: Happy Rides | Max Blum            |